# Stiegerschlössl

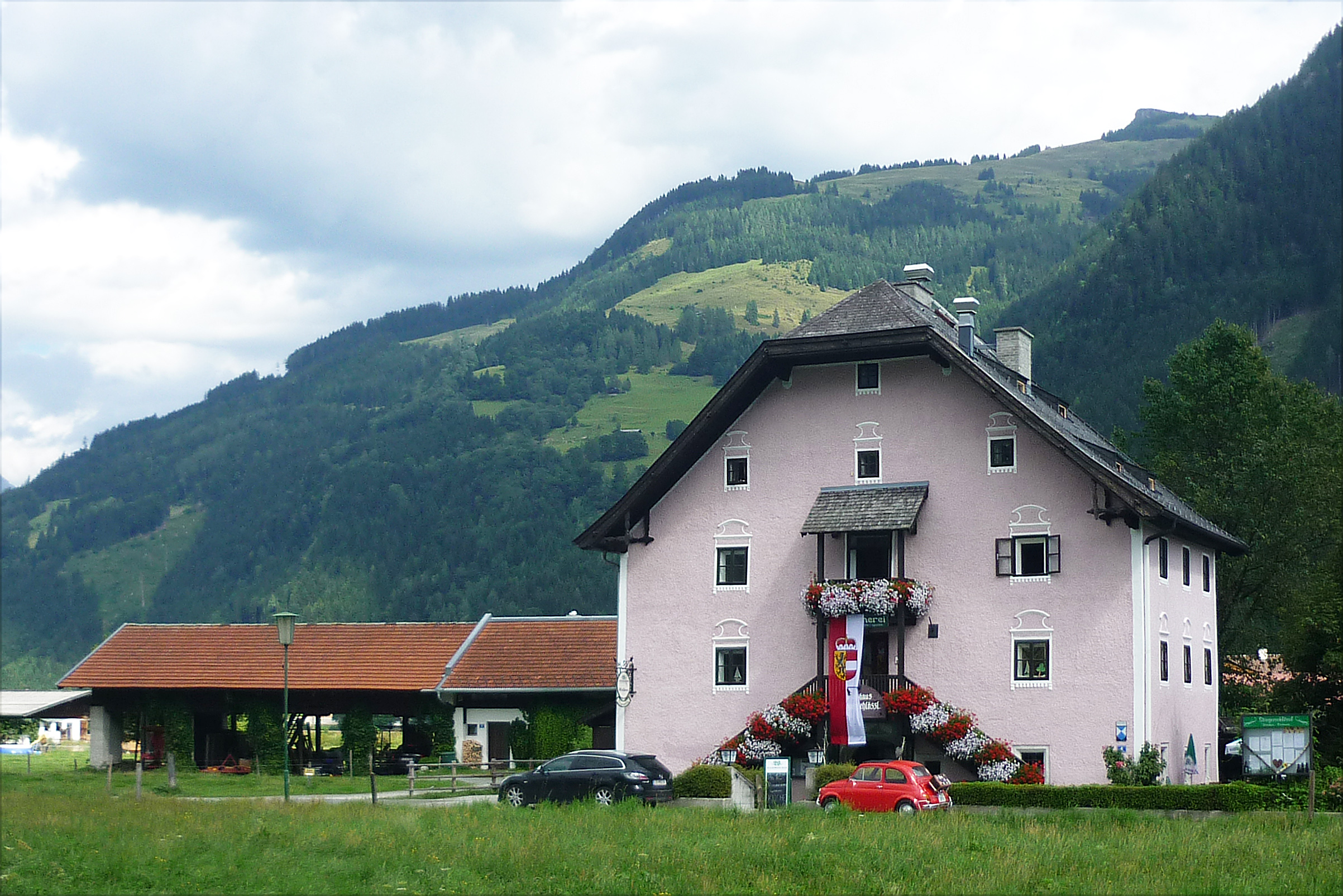
Stiegerschlössl in Maishofen

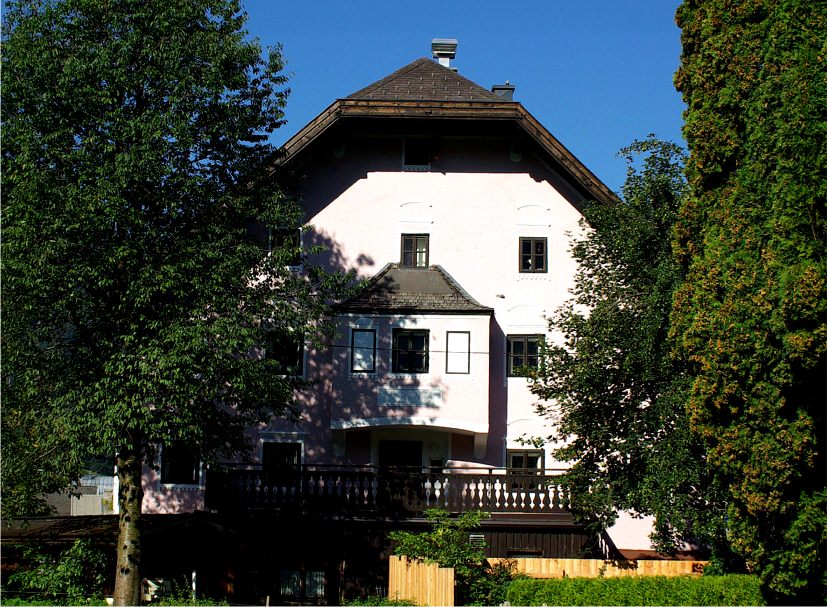
Südansicht des Stiegerschlössls

Das Stiegerschlössl liegt in der Gemeinde Maishofen im Bezirk Zell am See im Bundesland Salzburg (Kammererstraße 4) und steht unter Denkmalschutz.

## Geschichte
Der Name des Ansitzes geht auf die Familie Stieger zurück, welche zwischen 1700 und 1818 die Besitzer waren. 1839 baute das Ehepaar Peter und Elisabeth Neumayer das Haus um; davon zeugt eine Inschrift am Erker des Hauses (18 P.E.N. 39). Aus dieser Zeit stammt die Fassadengestaltung mit fächerartigen Palmetten und den geschwungenen Stuckgiebeln oberhalb der Fenster. Zum Teil sind gotische Steingewände erkennbar. Danach kam das Haus an die Familie des Landwirtes Dick. Von dieser hat 1977 Fridolin Engls das Haus gekauft. Adelige Besitzer sind nicht nachgewiesen.

## Stiegerschlössl heute
Das Stiegerschlössl ist ein im Kern gotischer, dreigeschoßiger Bau mit zwei zusätzlichen Dachgeschoßen. Es ist mit einem Walmdach gedeckt, das beidseitig abgewalmt ist. Die Ecken sind durch Putzlisenen herausgehoben. Erker und Fenstergitter stammen aus dem Jahre 1839. Der einst dazugehörende Wirtschaftstrakt mit mächtigem Satteldach wurde 1973 im Zuge einer Straßenverbreiterung abgetragen.
Heute wird in dem Gebäude ein Gasthaus betrieben.